# Compromettez-moi
Pour la comédie musicale créée à Broadway en 1955, voir Silk Stockings.
Pour le film de Rouben Mamoulian sorti en 1957, voir La Belle de Moscou.
Pour plus de détails, voir Fiche technique et Distribution.
Compromettez-moi (titre original : Silk Stockings) est un film muet américain réalisé par Wesley Ruggles et sorti en 1927. 

## Fiche technique
- Titre original : Silk Stockings
- Réalisation : Wesley Ruggles
- Scénario : Albert DeMond, Beatrice Van, d'après la pièce A Pair of Silk Stockings de Cyril Harcourt
- Durée : 70 minutes
- Date de sortie :
  - États-Unis : 2 octobre 1927[1],[2],[3]

## Distribution
- Laura La Plante : Molly Thornhill
- John Harron : Sam Thornhill
- Otis Harlan : le juge Foster
- William Austin : George Bagnall
- Marcella Daly : Helen
- Heinie Conklin : le gardien de l'immeuble
- Burr McIntosh : juge
- Tempe Pigott : Mrs. Gower
- Ruth Cherrington : Dowager

## Conservation
Une copie du film se trouve dans la George Eastman Museum Motion Picture Collection.